# Полоз (деталь)

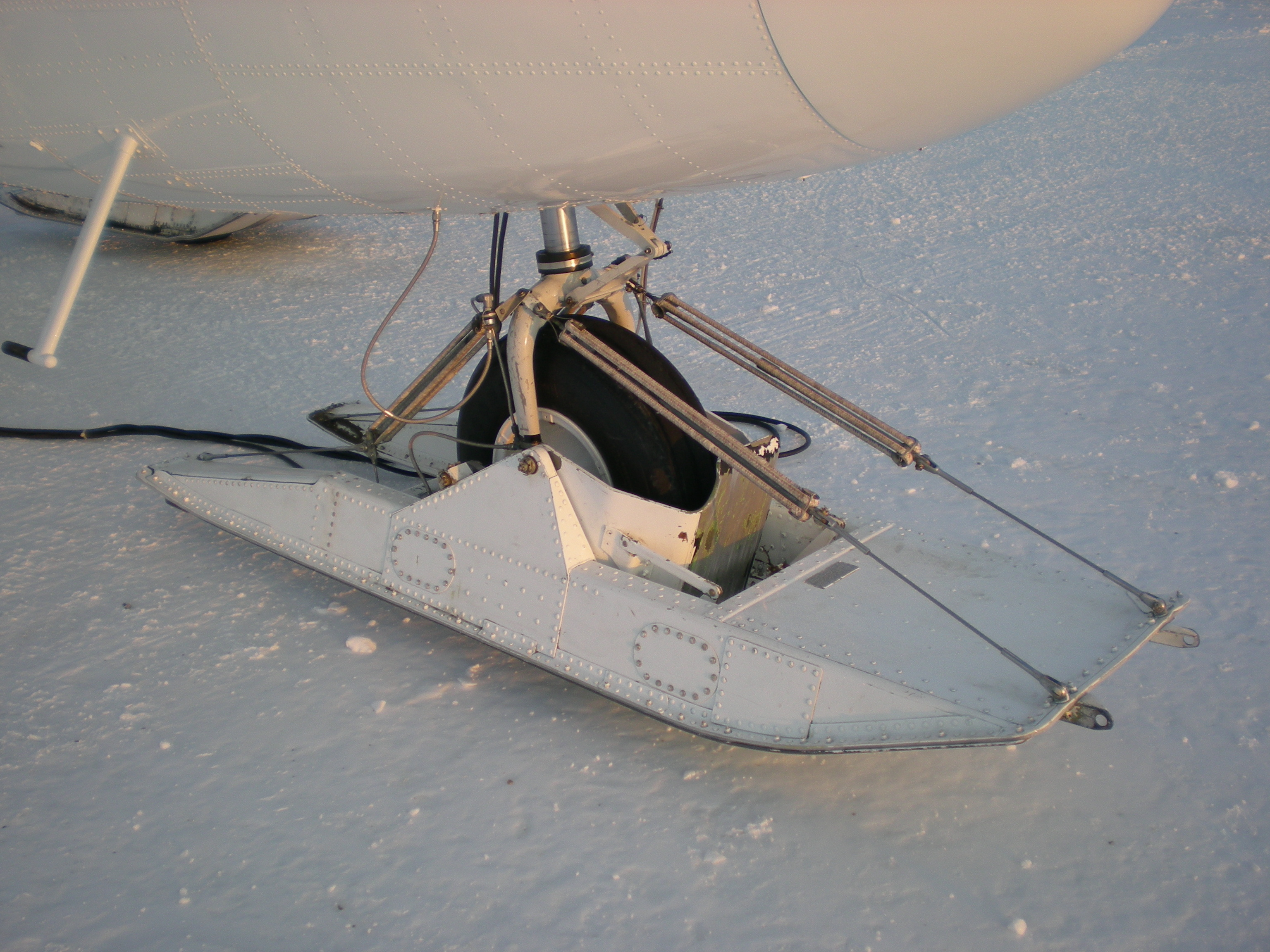
Полоз у самолёта (для посадки на снег)

По́лоз, поло́зья — деталь для перемещения путём скольжения в виде узкой и длинной планки с загнутыми вверх концами или бруса. Чаще всего, полозья встречаются не по одному, а представляют собой парную деталь.

## История и значение
Обычно полозья рассматриваются как усовершенствование волокуши, изобретённое (в виде саней на двух полозьях) по крайней мере 8 тысяч лет тому назад. 
Важность подобного усовершенствования особенно заметна на крайнем Севере, где полозья могут использоваться почти круглый год. Именно благодаря деревянным полозьям, укреплённым металлом, у чума и яранги, на протяжении двух столетий безраздельно господствовавших на Севере, в XIX веке у появился соперник ― так называемый балок, впервые получивший широкое применение на Таймыре. Он представлял собой поставленную на полозья кибитку, покрытую оленьими шкурами. Такими кибитками пользовались русские купцы для дальних поездок по тундре с товарами. Постепенно она проникла и в быт северных народов.
Узкие (по сравнению с санями) полозья применяются с целью повысить удельное давление на грунт, что предотвращает соскальзывание при траверсе склона и упрощает поддержание направления в снегу. Полозья также, подобно волокуше, приподнимают груз над неровностями поверхности. Однако, в мягких почвах и при очень больших нагрузках полозья заглубляются, повышая сопротивление, в таких случаях могут использоваться сани-волокуша без полозьев.
Особое значение удельное давление и скорость скольжения приобретают при движении по снегу или льду: из-за расплавления снега или льда в результате воздействия комбинации трения и давления под полозом образуется водяная смазка, и динамический коэффициент трения скольжения может достигать очень малых значений вплоть до 0,0042 на льду (для сравнения, при движении деревянных полозьев по смоченному водой гладкому камню — как при постройке египетских пирамид — коэффициент в двадцать раз выше, около 0,1, для лыж на лыжне — в десять раз выше — 0,04). Поэтому полозья, движущиеся по твёрдому льду (для бобслея и коньков), делают узкими для уменьшения площади контакта. Давление, соответствующее минимальному коэффициенту трения, зависит от температуры льда и скорости передвижения и лежит в диапазоне 2,5-7 МПа (несколько десятков атмосфер, некоторые источники указывают давление под лезвием конька до нескольких сотен атмосфер). Скольжение по снегу устроено более сложно, чем скольжение по льду, но водяная смазка также играет важную роль.